# Œillet de Séguier
Dianthus seguieri
Espèce
L'Œillet de Séguier (Dianthus seguieri) est une espèce de plante herbacée vivace de la famille des Caryophyllacées.

## Description
L'Œillet de Séguier est une plante vivace, glabre, gazonnante, dont les tiges sont comprises entre 20 et 40 cm et pourvues de feuilles linéaires et planes. Les fleurs sont roses ou rouges et comportent un cercle pourpre autour du centre. Les pétales sont contigus et profondément dentés. Floraison Juin-août.

## Habitat et répartition
C'est une plante montagnarde qui affectionne les pelouses sèches et qu'on trouve en Europe centrale et en Asie occidentale. En France, elle est présente dans les Alpes du sud et les Pyrénées orientales. Dans le Massif central, croît la sous-espèce Dianthus seguieri subsp pseudocollinus qui se distingue par des feuilles plus molles, des fleurs souvent groupées (jusqu'à 5 au sommet d'une tige) avec des pétales inégalement dentés et un calicule court s'arrêtant à la moitié du calice.

## Sous-espèces
- Dianthus seguieri subsp. pseudocollinus (P.Fourn.) Jauzein, 2010, appelé actuellement œillet sylvestre[1], croît exclusivement dans le Massif central au-dessus de 700 m d'altitude dans les landes, les bords de chemin et les lisières de bois. Elle était jusqu'en 2010 considérée comme une variante de l'œillet des bois (Dianthus sylvaticus var. pseudocollinus).
- Dianthus seguieri subsp. seguieri Vill., 1779

## Espèce proche
Ne pas confondre avec Dianthus sylvestris, l'œillet des rochers (absent de France métropolitaine).